# Meroo-Nationalpark
Der Meroo National Park ist ein Nationalpark im Südosten des australischen Bundesstaates New South Wales, südlich anschließend an die Stadt Ulladulla.
Meroo wurde erst 2001 zum Nationalpark erhoben. Vorher war das Gebiet ein Staatswald mit einem freien Zeltplatz. In den 1990er-Jahren wurde das Gelände durch einen Waldbrand stark beschädigt. Wegen dieses Unglücks und weil das Gelände mit schönen Küstenabschnitten und Buschland ständig von Touristen genutzt wurde, entschloss sich die Nationalparkverwaltung von New South Wales, das Gebiet zum Nationalpark zu erheben, damit sich das Buschland regenerieren konnte. Neben den Stränden bietet der Park felsige Gezeitenpools und eine Felsinsel, die bei Niedrigwasser zu Fuß zu erreichen ist. Die Fauna umfasst viele Meerestiere, wie Krabben, Seesterne, kleine Fische und Seeigel.
Seit der Erhebung in den Status Nationalpark gelten strengere Regelungen zum Schutz des natürlichen Buschlandes und der einheimischen Fauna. Bestimmte Küstenabschnitte wurden eingezäunt, um die Erosion zu stoppen, und das Zelten ist nur noch an wenigen Stellen erlaubt. Dies ermöglichte die Erholungen des Buschbewuchses nach dem verheerenden Feuer. Der Tierbestand erholt sich, Wallabys und Possums kann man öfter sehen, und die einheimische Vogelwelt hat wieder Einzug gehalten.
Der Meroo Lake und der Termeil Lake gelten als wichtige Lebensräume für bedrohte Froscharten (Green Bell Frog und Golden Bell Frog). Der Nationalpark gilt als ökologisch wichtige Verbindung vom Südwesten des Morton-Nationalparks zum Meer. In beiden Nationalparks kann man Wälder mit hohen Eukalyptusbäumen finden sowie verschiedene, seltene Eulenarten (Powerful Owl, Sooty Owl, Masked Owl).

## Bilder

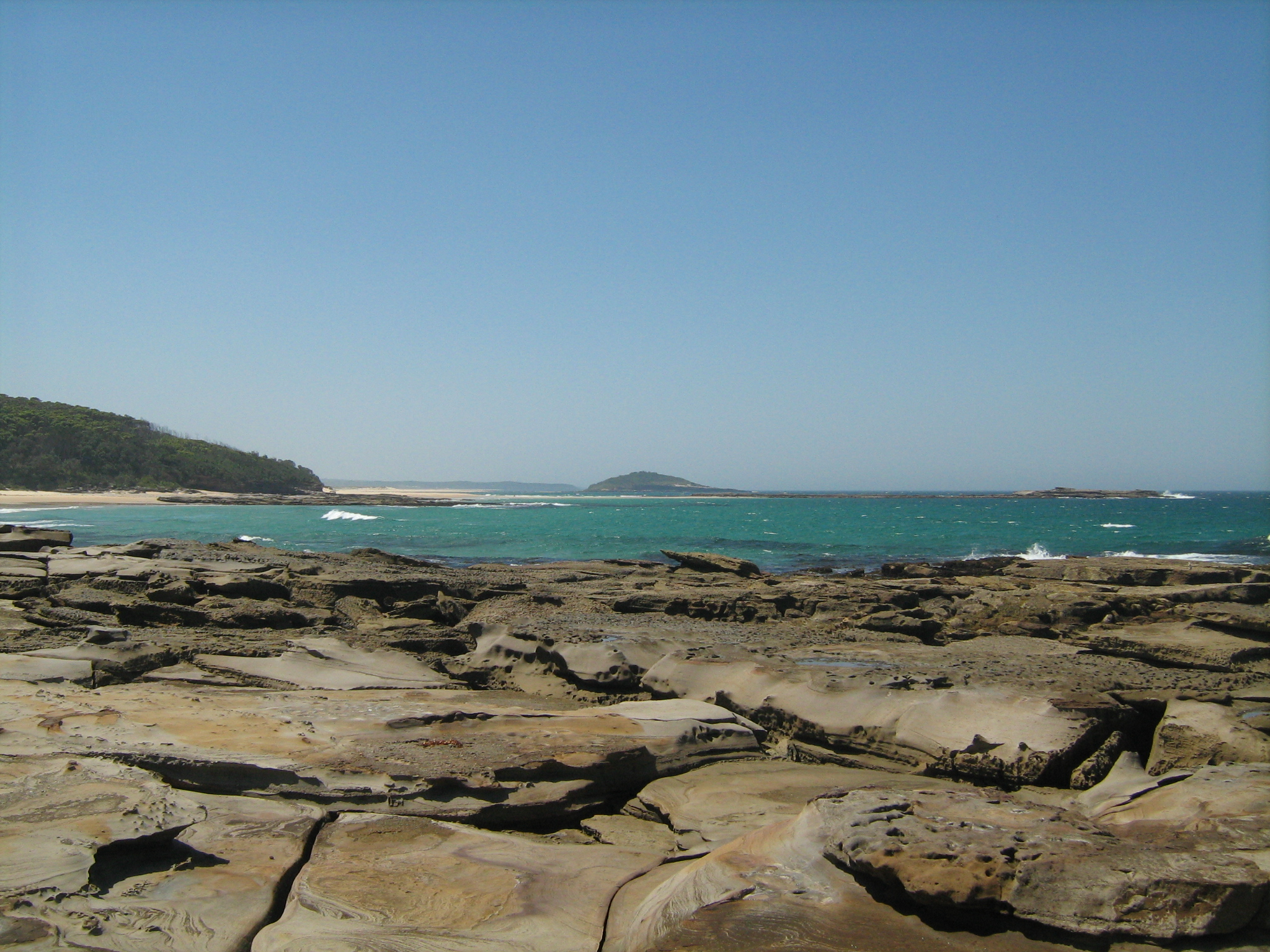
Blick vom Termeil Point nach Norden auf den Tabourie Lake
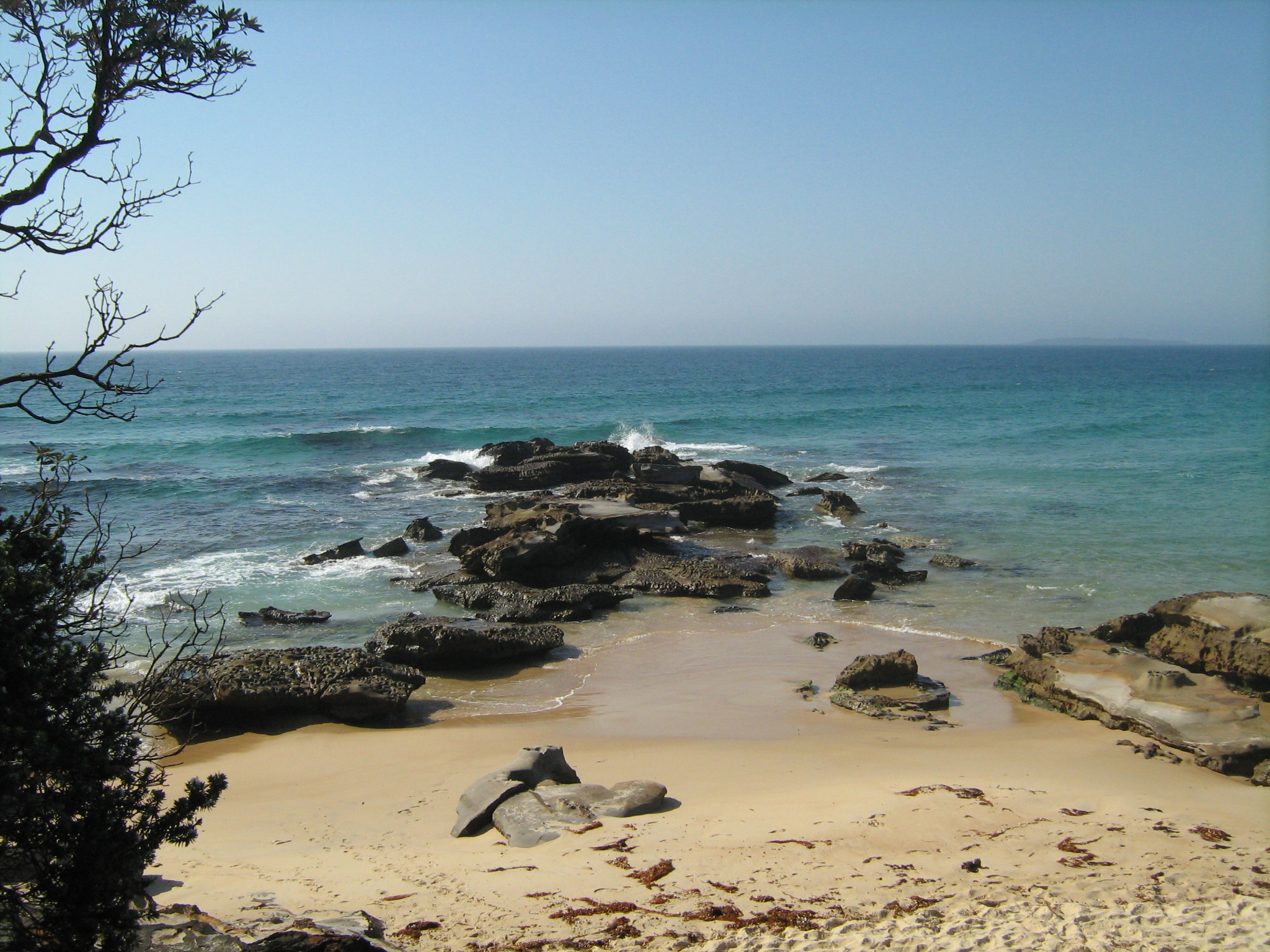
Felsen am Termeil Point